# 浅井洋子
浅井 洋子（あざい ようこ、1950年2月24日 - ）は、ファッションデザイナー、学校経営者。

## 略歴
北海道出身。北星学園女子高等学校卒業。昭和女子短期大学中退後、1971年専門学校北海道ドレスメーカー学院夜間本科卒業。1975年杉野学園ドレスメーカー学院デザイナー科卒業。1975年専門学校北海道ドレスメーカー学院専任講師。同院長代理。同プロフェッション科長。1980年浅井淑子 (教育者)の逝去に伴い、専門学校北海道ドレスメーカー学院2代学院長に就任。2008年学校法人北海道浅井学園理事長。2019年専門学校北海道ドレスメーカー学院名誉院長・学校法人浅井学園理事長。2021年札幌ファッションデザイン専門学校DOREME名誉校長。札幌商工会議所婦人部理事も務め、講演なども度々行っている。

## 主な受賞歴
- 日本デザイナーズクラブ秋冬コレクション全国優秀ゴールド賞（1987年）
- 日本デザイナーズクラブ秋冬コレクション全国優秀賞（1995年）
- 服飾教育功労章（2008年）[3]
- 瑞宝双光章（2020年）[5]

## 家族
- 父 - 学校法人浅井学園初代理事長の浅井猛
- 母 - 学校法人浅井学園元学園長、北海道ドレスメーカー学院初代学院長の浅井淑子 (教育者)
- 兄 - 学校法人浅井学園元理事長・北海道浅井学園大学元学長・北海道浅井学園大学短期大学部元学長の浅井幹夫
- 子息 - 札幌ファッションデザイン専門学校DOREME3代校長の浅井学

## 駐
1. ↑  『北海道人物・人材情報リスト　2004 あーお』2003.12、p32、日外アソシエーツ編集・出版
2. ↑  以上につき『Scene 1939-2009 : 布たちが物語る70年の軌跡 : 浅井学園創立70周年記念誌』2009.10、p85、浅井学園
3. 1 2  以上につき『北海道人物・人材情報リスト　2004 あーお』2003.12、p32、日外アソシエーツ編集・出版
4. ↑  以上につき プロフィール
5. ↑  浅井洋子瑞宝双光章受章